# Begonia pearcei
Espèce
Begonia pearcei est une espèce de plantes de la famille des Begoniaceae. Ce bégonia est originaire de Bolivie. L'espèce fait partie de la section Eupetalum. Elle a été décrite en 1865 par Joseph Dalton Hooker (1817-1911). L'épithète spécifique pearcei signifie « de Pearce », en hommage à Richard Pearce (en) (1835–1868), récolteur en Amérique du Sud pour le compte des établissements horticoles James Veitch (en) & Sons. Ce bégonia tubéreux récolté dans les Andes est l'une des espèces à l'origine des multiples hybrides de bégonias tubéreux jaunes actuels,.
Publication originale : Begonia pearcei dans Botanical Magazine 5545, 1er novembre 1865.

## Description

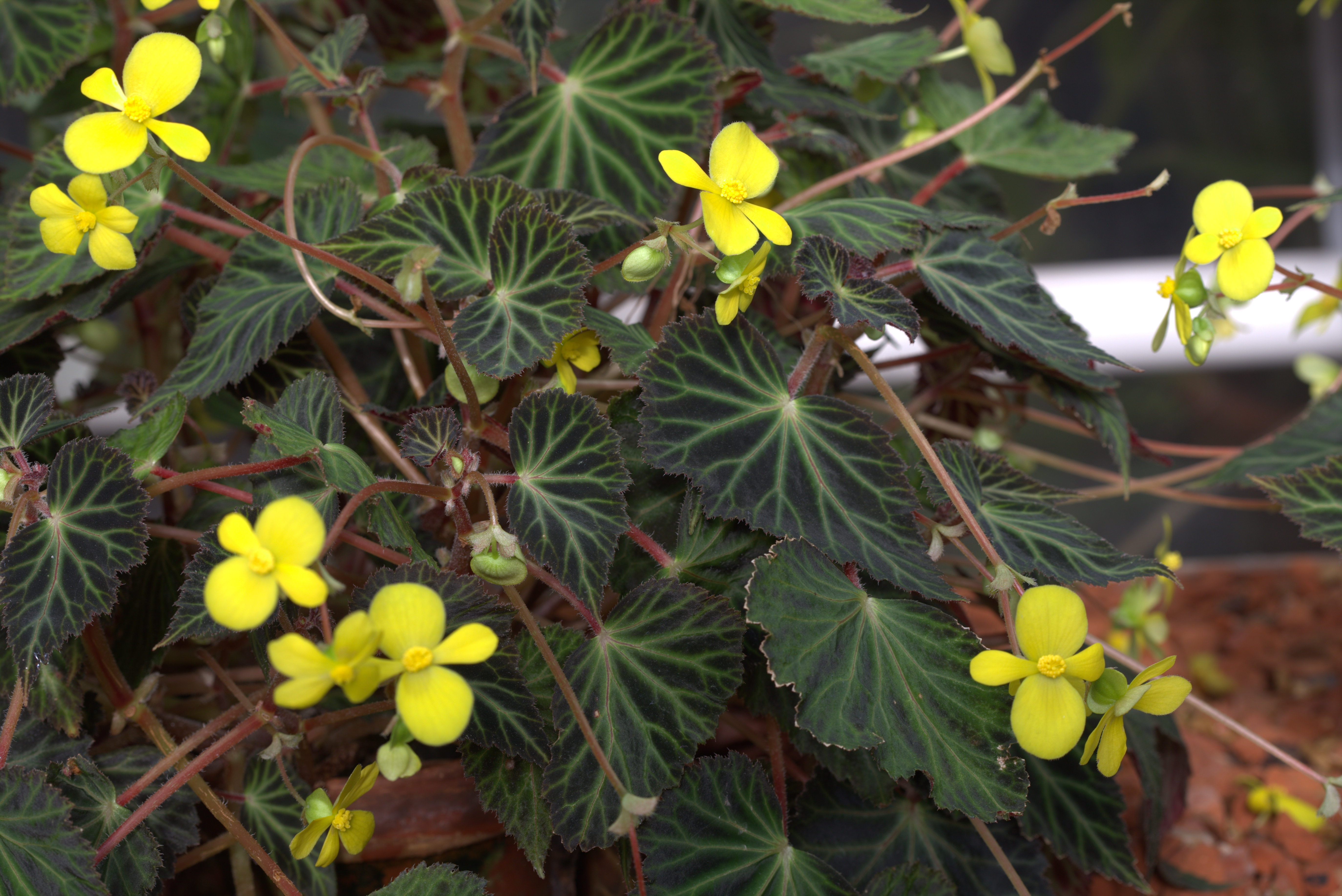
Vue d'ensemble, spécimen cultivé
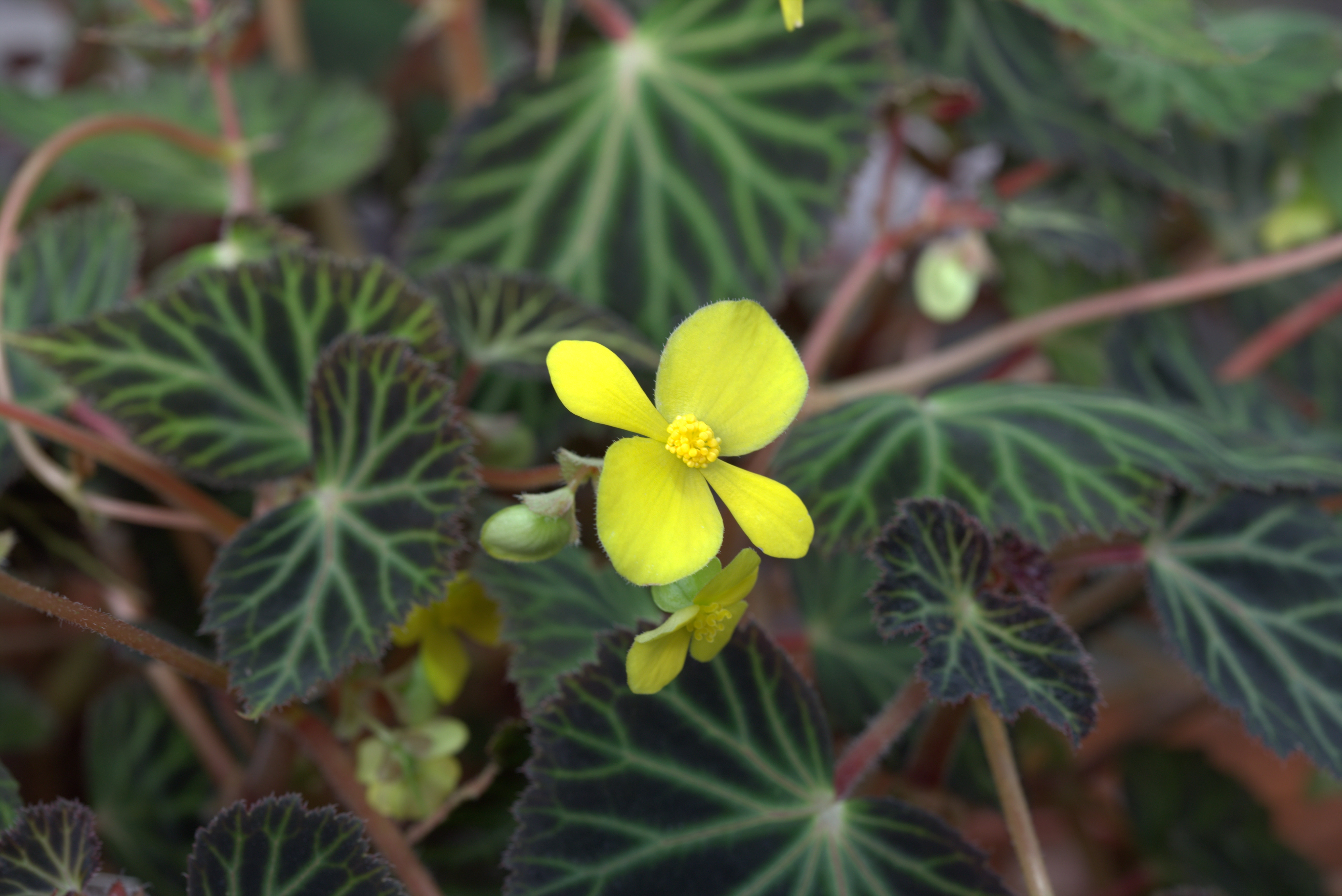
Inflorescence
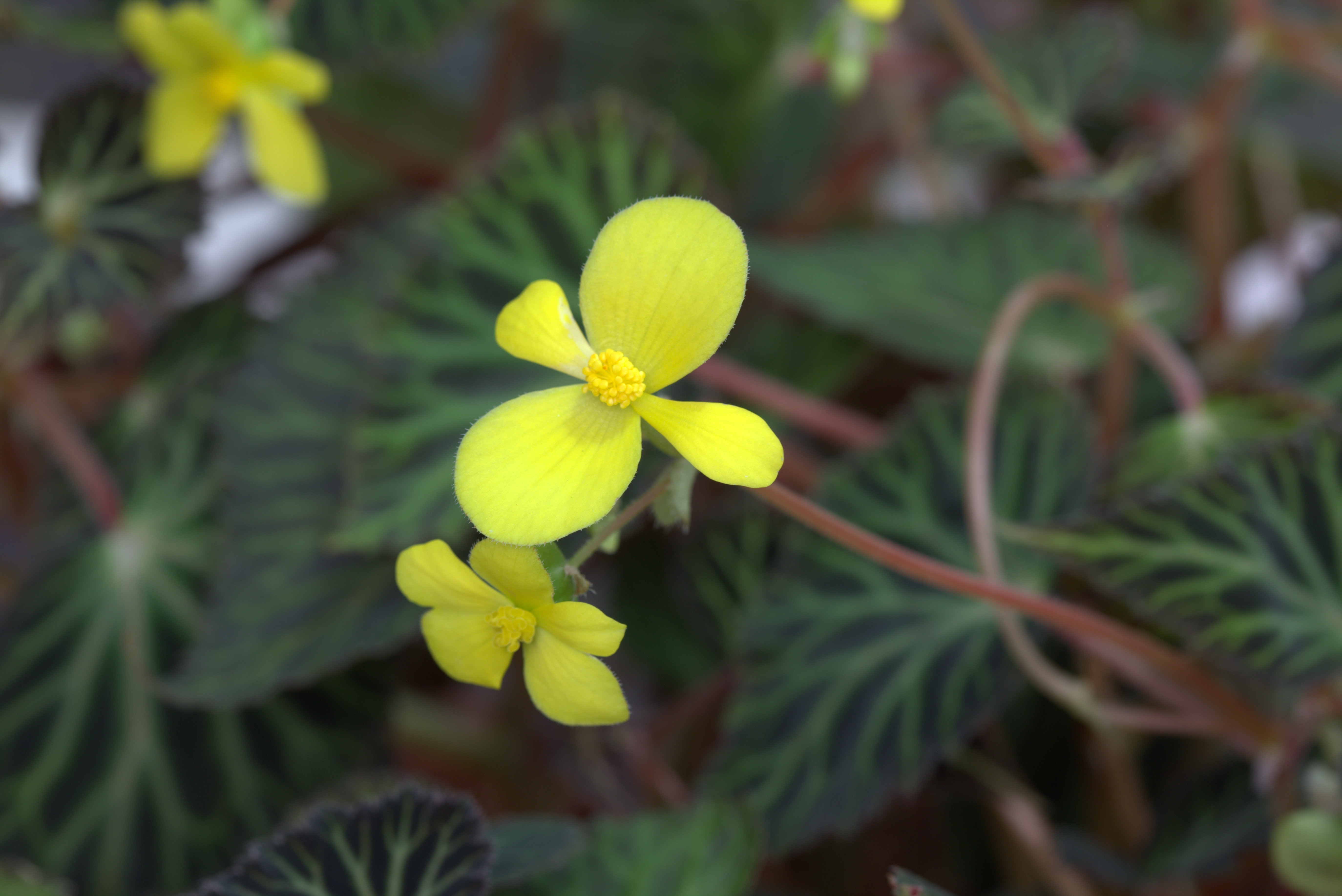
Détail de la floraison, mâle (haut) et femelle (bas)

## Répartition géographique
Cette espèce est originaire du pays suivant : Bolivie.